# Carsten Schneider
Carsten Schneider (ur. 23 stycznia 1976 w Erfurcie) – niemiecki polityk i samorządowiec, działacz Socjaldemokratycznej Partii Niemiec (SPD), deputowany do Bundestagu, od 2025 minister środowiska, ochrony klimatu, przyrody i bezpieczeństwa jądrowego w rządzie Friedricha Merza.

## Życiorys
Kształcił się w szkole podstawowej w Klettbach, następnie w Klettbach, następnie w szkole typu POS. W 1994 został absolwentem Johann-Wilhelm-Häßler-Gymnasium w rodzinnej miejscowości. W latach 1994–1997 odbył praktykę w zawodzie bankowca w przedsiębiorstwie Volksbank Erfurt. W 1998 ukończył służbę zastępczą w schronisku młodzieżowym, po czym pracował w bankowości w Erfurcie.
Od 1994 działał w socjaldemokratycznej organizacji młodzieżowej Jusos, w 1995 wstąpił do Socjaldemokratycznej Partii Niemiec. W latach 2004–2005 zasiadał w radzie miejskiej Erfurtu, a od 2014 do 2017 był wiceprzewodniczącym SPD w Turyngii.
W 1998 po raz pierwszy uzyskał mandat posła do Bundestagu. Z powodzeniem ubiegał się o reelekcję w wyborach w 2002, 2005, 2009, 2013, 2017, 2021 i 2025. Był m.n. rzecznikiem frakcji SPD ds. polityki budżetowej i jej wiceprzewodniczącym. W latach 2021–2025 sprawował urząd ministra stanu w Urzędzie Kanclerza Federalnego, pełnił także funkcję pełnomocnika rządu ds. Niemiec Wschodnich.
W maju 2025 objął stanowisko ministra środowiska, ochrony klimatu, przyrody i bezpieczeństwa jądrowego w utworzonym wówczas gabinecie Friedricha Merza.